# Vincent Freppel
 (mai 2023).
Pour les articles homonymes, voir Freppel.
Vincent Freppel, né en 1960 à Sélestat, est un organiste-compositeur français.

## Biographie
Vincent Freppel suit ses études au conservatoire de Strasbourg où il obtient de nombreux prix d'improvisation, d'harmonie, de fugue et notamment le premier prix d'orgue. 
1er prix d'honneur au concours international de l'UFAM de Paris.
Diplôme supérieur de concertiste de l'École normale de musique de Paris.
1er prix d'excellence d'orgue dans la classe de Marie-Claire Alain au conservatoire de Rueil-Malmaison.
Titulaire des grandes orgues Cavaillé-Coll et professeur au conservatoire de la ville de Chaumont entre 1983 et 2016.
Responsable diocésain de musique sacrée (diocèse de Langres) entre 2001 et 2012.
Producteur et présentateur sur les ondes de RCF entre 2007 et 2012.
Organiste co-titulaire de la Cathédrale de Langres entre 2005 et 2017.
Professeur de formation musicale à la Cité de la Musique et de la Danse |Conservatoire de Strasbourg entre 2017 et 2025.

## Discographie
- Les Grandes Toccatas "orgue Cavaillé-Coll" de Chaumont(1997)
- Clé d'Envol "flûte et orgue". Pythagore Éditions (2002), préfacé par Claude Ballif
- Improvisation "orgue Cavaillé-Coll" de Chaumont. Pythagore Éditions (2004), préfacé par Marie-Claire Alain
- Duo de Champagne "flûte et orgue". Pythagore Éditions (2006), préfacé par Michael Lonsdale
- Chemin de Musique "flûte et orgue". Pythagore Éditions (2008), préfacé par Marie-Claire Alain
- Le Carillon de Chaumont "carillon". Pythagore Éditions (2011), préfacé par Jérôme Wilhelem

## Compositions
- Messe du grand Pardon - AL 37-64 (texte:AELF)  //éd. Bayard Presse Liturgie
- Pain qui fais vivre - D 40-54 (texte:C.Bernard)  //éd. Bayard Presse Liturgie
- Trace une route - T 38-65 (texte:C.Bernard)  //éd. Bayard Presse Liturge
- Christ est ressuscité des morts - S 43-40 (texte:C.Bernard)  // Célébrer l'adieu - chant pour les funérailles & Signes Musiques (no 100) automne 2007 (avec CD) éd. Bayard
- Tu donnes sans compter - DEV 12 (texte : C.Bernard)  //éd. Bayard Presse Liturgie
- Jésus porteur d'espérance - T 53-79 (texte:C.Bernard)  //éd. Bayard Presse Liturgie
- Église de toujours - KP 32-67-6 (texte:CFC)  //éd. Caecilia
- Par le bain du baptême - N 30-83-6 (texte:C.Bernard)  //éd. Caecilia
- Venez petits et grands - EDIT 18-83 (texte:P.Mathey) chant de Noël à 4 voix  //éd. Bayard Presse Liturgie
- Heureux celui qui fait régner la paix - EDIT 20-15 (texte : C.Bernard)  //éd. Bayard Presse Liturgie
- Pour offrir le pardon qui délivre - P 61-74 (texte : C.Bernard)  // Signes Musiques (no 124) automne 2011 (avec CD) éd. Bayard & éd. ADF musique
- Fils de Dieu, tu nous envoies - Choral à 3 et 4 voix mixtes - (texte : C.Bernard)  // Signes Musiques (no 138) hiver 2013/2014 (avec CD) éd. Bayard Presse Liturgie

## Compositions instrumentales
- Voix pour "flûte et orgue"//éd. Delatour France
- Balade pour "flûte et orgue"//éd. Delatour France
- Paysage pour " flûte et orgue"//éd. Delatour France
- Cathedral Music, "Trumpet and Organ "//éd.Delatour France
- Lettre à Paul pour "violoncelle-récitant"//éd. PEUDON.002

## Filmographie
- 2014 : Tambour de Paix, court-métrage de Félix Jacquot : interprète de musiques d'orgue de Charles-Marie Widor et Léon Boëllmann[1].